# C/1468 S1
C/1468 S1 ist ein Komet, der im Jahr 1468 mit dem bloßen Auge gesehen werden konnte. Er wird aufgrund seiner außergewöhnlichen Helligkeit zu den „Großen Kometen“ gezählt.

## Entdeckung und Sichtbarkeit
Von diesem Kometen gibt es viele Berichte in chinesischen, japanischen und europäischen Chroniken. Er wurde erstmals am Morgen des 18. September 1468 (Ortszeit) von chinesischen Astronomen im Osten entdeckt. Vier Tage später hatte sich der Komet nach Nordosten bewegt, er war von blau-weißer Farbe und sein Schweif zeigte nach Südwesten und war 30° lang. Im Oktober wurde der Komet am Abendhimmel beobachtet. Anfang November ging die Größe des Kometen etwas zurück und am 18. November wurde er zum letzten Mal beobachtet.
In Japan wurde der Komet am 21. September um zwei Uhr morgens im Osten gesichtet, sein 10° langer Schweif zeigte nach Südwesten. Die Beobachtungen konnten bis zum 20. Oktober fortgeführt werden.
In Europa wurde in einem zeitgenössischen anonymen Traktat De Cometa über den Kometen berichtet: „Er erschien im September, Oktober und November… Seine Farbe war ein blasses Blau, er hatte einen langen Schweif, der ständig hochragte, während der Kopf stets niedrig stand. Er umkreiste den Wagen ohne unterzugehen.“ Mitte bis Ende September war er zirkumpolar und bewegte sich durch den Großen Bären. In England wurde er von Ende September bis Anfang November beobachtet.
Der Komet erreichte am 2. Oktober eine Helligkeit von 1–2 mag.

## Umlaufbahn
Bereits im 19. Jahrhundert gab es Versuche durch P. A. E. Laugier und B. Valz, Bahnelemente für den Kometen zu berechnen. Beide erwähnten eine Ähnlichkeit der gefundenen Bahnelemente mit denen des Kometen C/1799 P1 (Mechain).
Für den Kometen konnte durch I. Hasegawa aus 3 Beobachtungen über 51 Tage nur eine unsichere parabolische Umlaufbahn bestimmt werden, die um rund 138° gegen die Ekliptik geneigt ist. Seine Bahn steht damit schräg gestellt zu den Bahnebenen der Planeten, er durchläuft seine Bahn gegenläufig (retrograd) zu ihnen. Im sonnennächsten Punkt der Bahn (Perihel), den der Komet um den 7. Oktober 1468 durchlaufen hat, befand er sich mit etwa 127 Mio. km Sonnenabstand zwischen den Umlaufbahn der Venus und der Erde. Bereits um den 1. Oktober war er der Erde bis auf etwa 100 Mio. km (0,69 AE) nahegekommen. Um den 7. Oktober näherte er sich noch der Venus bis auf etwa 92 Mio. km.
Obwohl es auch durch neuere Forschungen Ansätze gab, den Kometen mit anderen historischen Kometen (z. B. C/1337 M1) in Verbindung zu bringen und ihm eine Umlaufzeit von 132 Jahren zuzuschreiben, kann aufgrund der unsicheren Ausgangsdaten keine Aussage darüber getroffen werden, ob und gegebenenfalls wann der Komet in das innere Sonnensystem zurückkehren könnte.